# Лескин, Сергей Терентьевич
Серге́й Тере́нтьевич Ле́скин  (6 июля 1945 года)— советский и российский физик, педагог. Доктор технических наук (1998), профессор. Заведующий кафедрой «Оборудование и эксплуатация ЯЭУ» и декан физико-энергетического факультета Обнинского института атомной энергетики. Директор Центрального института повышения квалификации Росатома России (2002—2006).

## Биография
Окончил Обнинский филиал Московского инженерно-физического института (1963—1968) по специальности «Физико-энергетические установки».
После окончания института был распределён в лабораторию Михаил Троянова в Физико-энергетическом институте, в которой ещё студентом занимался расчётами в обоснование проектов быстрых реакторов. Участвовал в подготовительных работах, пуске и дальнейшей эксплуатации реактора БН-350 в городе Шевченко в Казахстане. По результатам этой работы защитил диссертацию на соискание учёной степени кандидата технических наук. Участвовал в пуске реактора другого типа — ВВЭР-1000 — 1-го блока Хмельницкой АЭС. Всего работал в атомной отрасли более 17 лет.
После Чернобыльской аварии был приглашён на место заведующего кафедрой ядерной энергетики Центрального института повышения квалификации только что образованного Министерства по атомной энергии СССР. Несколько позже возглавил также основную кафедру по подготовке специалистов в области эксплуатации атомных станций «Оборудование и эксплуатация ЯЭУ» Обнинского института атомной энергетики (ИАТЭ).
В 1998 году защитил диссертацию на соискание учёной степени доктора технических наук по теме «Распознавание аномальных состояний основного оборудования АЭС по данным оперативного технологического контроля».
Участвовал в разработке и реализации проекта «Кадры для ядерно-энергетического комплекса» и программы повышения качества подготовки молодых специалистов для атомной энергетики на базе компетентностного подхода и профессиональных стандартов работодателя с целью сокращения времени адаптации молодых специалистов для работы на атомных станциях.
Организатор и основной разработчик федерального государственного образовательного стандарта третьего поколения высшего профессионального образования по специальности «Атомные станции: проектирование, эксплуатация и инжиниринг» (квалификация инженер).
В 2010 году получил благодарность генерального директора государственной корпорации «Росатом» Сергея Кириенко: «Выражаю признательность за активную научно-исследовательскую деятельность и личный вклад в подготовку молодых научных кадров атомной отрасли в 2010 году».
В 2002—2006 годах — директор Центрального института повышения квалификации Росатома России (ЦИПК).
Автор около 200 научных работ.
Подготовил двух кандидатов наук.
Член Совета по защите докторских и кандидатских диссертаций Обнинского института атомной энергетики.

## Премии
- Премия государственной корпорации «Росатом» (2010)[5]

### Публикации Сергея Лескина

#### Интервью
- Колотилина Елена. Сила ИАТЭ — в традициях // Обнинская газета. — 1 апреля 2014 года. Архивировано 4 марта 2016 года.

### О Сергее Лескине
- Человек года — 2010 / Университетский город / Медицина / Образование // НГ-регион. — 3 июня 2011 года.